# Range of motion
Range of motion (ROM) is de bewegingsvrijheid die mogelijk is ter hoogte van een gewricht. Deze is individueel verschillend en wordt beïnvloed door factoren zoals leeftijd, geslacht, het al dan niet actief of passief bewegen.
- AROM: Active Range Of Motion verwijst naar de mogelijke bewegingsruimte gedurende niet-geassisteerde vrijwillige gewrichtsbeweging. De beweging wordt dus geleverd door een actieve contractie van de spieren die dat gewricht overspannen.
- Actief geassisteerde ROM: Dit is een type van AROM waarbij hulp wordt geboden door een externe kracht (manueel of mechanisch) om de beweging te vervolledigen.
- PROM: Passive Range of Motion is de bewegingsmogelijkheid verkregen door een externe kracht. Er is geen vrijwillige spiercontractie. De externe kracht kan geleverd worden door de zwaartekracht, een machine, een ander individu of een ander lichaamsdeel van de patiënt(e) zelf. Normaal is de passieve ROM iets groter dan de actieve ROM omdat elk gewricht een kleine bewegingsbeweeglijkheid bezit die niet onder vrijwillige controle staat.